# 6.25x43mm
1969年，英国开始进行一项测试，以寻找未来最佳的子弹口径，以便于取代7.62x51mm NATO。美国人这个时候已经改用新的（较小的）口径，也就是0.223 雷明顿（5.56x45mm）。新子弹应该具有与7.62x51mm相同的穿透性，但枪械的后坐力要小得多，以便能够进行控制的全自动射击。
6.25x43mm基于7mm MK 1子弹改进而成，缩窄至6.25mm。这种情况只用作测试车辆，弹药筒的末级应该更长更小。
同时6.25x43mm还开发有几种不同重量的不同子弹，所有子弹都在外壳头部标有油漆斑点，以区分不同的版本。